# Tourniquet de Feynman
Le tourniquet de Feynman (anglais Feynman sprinkler ou Feynman inverse sprinkler) est un dispositif expérimental composé d'un tourniquet à gicleurs immergé qui aspire le liquide environnant. 
Le « tourniquet de Feynman » est le nom donné à ce problème de physique théorique et expérimentale (« le tourniquet se met-il en mouvement lors de l'aspiration ? »), apparu et débattu depuis 1883, et mentionné par le physicien Richard Feynman en 1985 dans ses mémoires Vous voulez rire, monsieur Feynman !.